# Microula pustulosa
Microula pustulosa är en strävbladig växtart som först beskrevs av Charles Baron Clarke, och fick sitt nu gällande namn av John Firminger Duthie. Microula pustulosa ingår i släktet Microula och familjen strävbladiga växter. Utöver nominatformen finns också underarten M. p. setulosa.